# Quartier de Javel
Pour les articles homonymes, voir Javel.
Le quartier de Javel est le 60e quartier administratif de Paris, situé dans le 15e arrondissement.

## Localisation

Les quartiers du.

Le quartier s'étend sur 261 hectares. Il est délimité : au nord, en jouxtant le quartier de Grenelle, par la rue Linois et la rue des Entrepreneurs ; à l'est, en jouxtant le quartier Saint-Lambert, par des sections de la rue de la Croix-Nivert et de la rue Lecourbe ainsi que par la rue Vasco-de-Gama, le sud de la rue Desnouettes et la rue de la Porte-d'Issy ; au sud, du boulevard périphérique, en jouxtant Issy-les-Moulineaux, par la rue Louis-Armand et, contournant les terrains de l'héliport de Paris - Issy-les-Moulineaux, la rue du Colonel-Pierre-Avia, les boulevards des Frères-Voisin et boulevard Gallieni puis la rue Henri-Farman (la limite du quartier passant ensuite au nord de la tour Sequana et du siège français de Microsoft, tous deux à Issy) et enfin, à l'ouest, par la Seine. La pointe aval de l'île aux Cygnes (au sud-ouest du pont de Grenelle), portant une réplique de la statue de la Liberté, fait partie du quartier.

## Toponymie
Le quartier était, au XVe siècle, un lieu-dit baptisé « Javetz ». Au XVIIIe et jusqu'au XXe siècle, ces lieux utilisent parfois la graphie « Javelle,, ». L'uniformisation du XXe siècle a retenu la forme « Javel ».
Selon Charles Pomerol, le nom vient d’un mot gaulois signifiant « ce qui est rassemblé par tas ou par poignée ». L’ancien français « javel », puis le français « javeau » désigne une île formée de tas de sable et de limon alluvionnaires. 

## Histoire
Le hameau du XVe siècle était situé au sud de la plaine de Grenelle bordant la Seine à l'ouest de la capitale et avait pris naissance avec un petit port et un garage à bateaux. Mais l'endroit est surtout connu à partir du XVIIe siècle pour son moulin à vent, situé rue Leblanc, et sa guinguette à la mode fréquentés par les baigneurs, les pêcheurs et les canotiers.
Avant son rattachement à la capitale en 1860, il fait partie intégrante de la commune d'Issy. Par la suite, le quartier poursuivit son développement industriel avec l'installation des industries électriques (Thomson) et automobiles (Citroën). Les usines Citroën ont occupé une très grande partie de ce quartier de 1915 à 1975. Le site industriel est détruit entre 1976 et 1984.
C'est dans ce quartier, dans une usine de produits chimiques fondée en 1777 par le comte d'Artois (fabriquant pour la première fois en quantité importante le blanc de plomb, la soude épurée et l'alun), qu'un désinfectant à base d'hypochlorite de sodium (connu depuis sous le nom d'« eau de Javel ») a été étudié par Claude Louis Berthollet puis produit. Féru d'aérostation, le comte soutient des recherches sur l'air inflammable et sur l'anémomètre. Un panneau Histoire de Paris situé place de la Laïcité précise ces innovations : « L'usine construisit des ballons libres dans lesquels les astronautes actionnaient un treuil qui faisait tourner quatre grandes ailes accrochées à la nacelle. ».
À la suite de cette usine, d'autres industriels se sont installés sur le site dont André Citroën en 1915. L'usine est d'abord une usine de munitions destinée à soutenir l'effort de guerre par la production en grande série d'obus. À la suite de la Grande Guerre, André Citroën utilise son expérience de constructeur automobile acquise à la direction des usines Mors, dont la principale implantation est située au 48 rue du Théâtre. Il applique les principes du fordisme découverts à l'occasion d'un voyage à Détroit en 1913 et de la rencontre d'Henry Ford, et reconvertit l'usine de Javel en une usine de production automobile destinée à la production de la première voiture automobile européenne construite en grande série : la Citroën Type A 10 HP. L'usine automobile a fonctionné jusqu'en 1975 et stoppe avec la production de la Citroën DS. Le siège de la marque déménage en 1982 et quitte définitivement son adresse historique du quai de Javel. André Citroën a donné son nom au parc André-Citroën, au collège et au quai André-Citroën, anciennement quai de Javel.

## Principaux sites

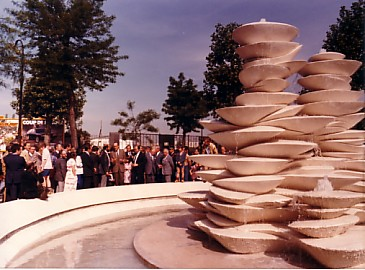
Fontaine des Polypores, par Jean-Yves Lechevallier.

Le quartier est actuellement occupé par l'hôpital Georges-Pompidou, de grands immeubles de bureaux et studios de télévision (Sagem, Snecma, la Direction générale de l'Aviation civile, Canal+, France Télévisions…). L'ancien hôpital Boucicaut a fermé ses portes à la fin de l'an 2000 ; un programme comprenant une école, une crèche, des logements et un jardin public sont en train de voir le jour tout en conservant la mémoire du site et son patrimoine architectural.
Le siège de l'Imprimerie nationale, anciennement rue de la Convention, a été fermé en 2005. Au même emplacement sont installés différents services du ministère des Affaires étrangères et européennes.
Dans ce quartier, on trouve le port de Javel, la rue de Javel, la Fontaine des Polypores de Jean-Yves Lechevallier, la gare de Javel sur la ligne C du RER et les stations de métro Balard,  Lourmel, Boucicaut, Félix Faure (sur la ligne 8) et Javel - André Citroën (sur la ligne 10).
Par ailleurs, au sud du boulevard périphérique, une excroissance du 15e, ancien champ de manœuvre puis aérodrome (au début du XXe siècle), est désormais occupée par l'héliport de Paris - Issy-les-Moulineaux, un complexe sportif (Parc omnisports Suzanne-Lenglen), un centre de loisirs (Aquaboulevard) ainsi qu'un îlot d'habitation collectif appelé « Les Frères-Voisin ».

### Espaces verts
- Parc André-Citroën
- Square Violet

### Lieux de culte
- Église Saint-Christophe-de-Javel
- Église orthodoxe géorgienne Sainte-Nino
- Synagogue du Mouvement juif libéral de France

## Démographie
- Population du quartier de Javel (superficie : 260,9 hectares)[8] :

| Année | Population | Densité (hab. par km²) | Croissance annuelle depuis le dernier recensement |
| ----- | ---------- | ---------------------- | ------------------------------------------------- |
| 1861  | 4 052      | 1 553                  | création                                          |
| 1954  | 43 480     | 16 665                 | 2,6 %                                             |
| 1962  | 46 323     | 17 755                 | 0,8 %                                             |
| 1968  | 45 906     | 17 595                 | − 0,2 %                                           |
| 1975  | 45 055     | 17 269                 | 0,3 %                                             |
| 1982  | 44 776     | 17 162                 | − 0,1 %                                           |
| 1990  | 47 352     | 18149                  | 0,7 %                                             |
| 1999  | 49 092     | 18 816                 | 0,4 %                                             |
| 2006  | 54 381     | 20 844                 | 1,5 %                                             |

## Galerie

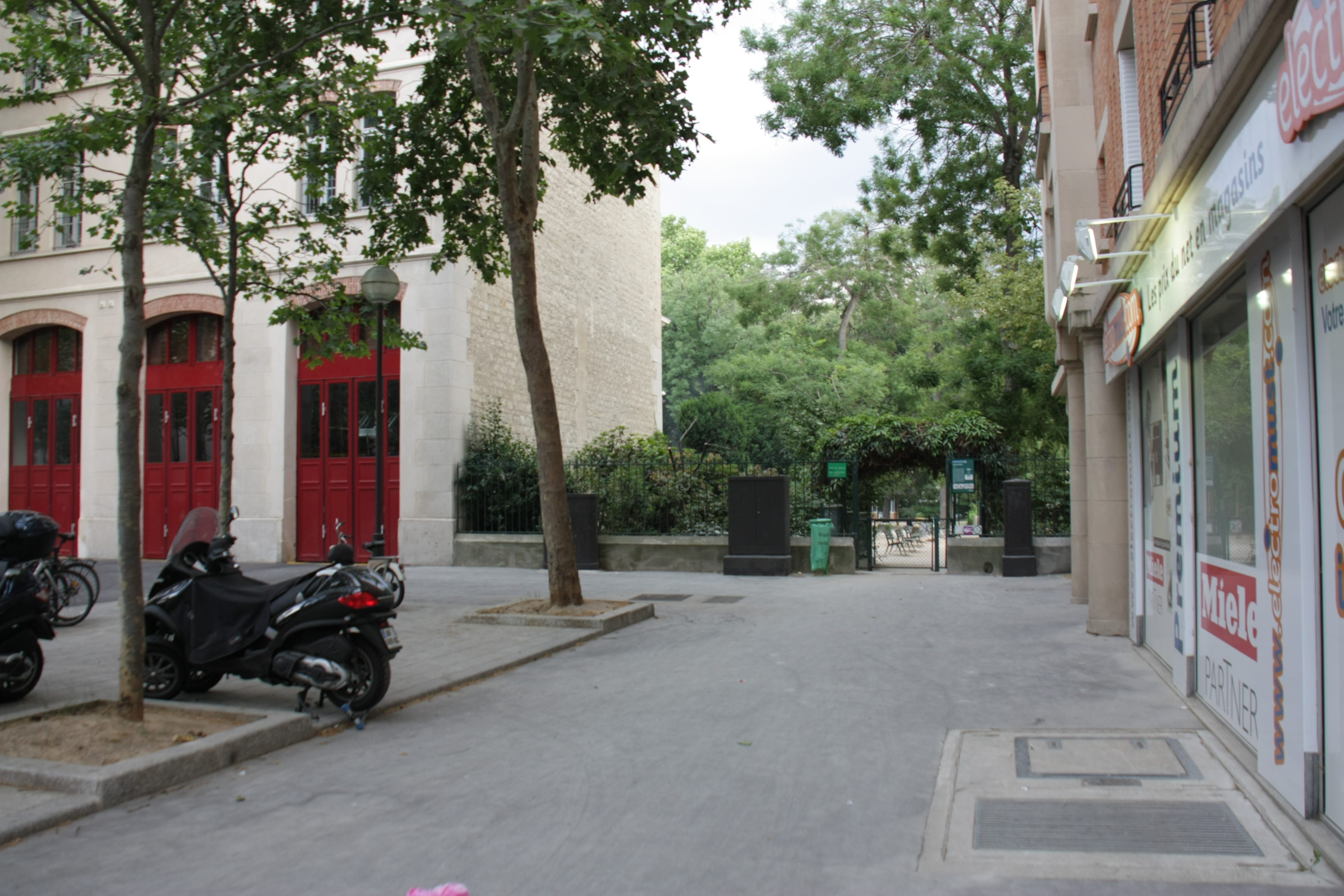
Entrée du square Violet sur la place Violet.
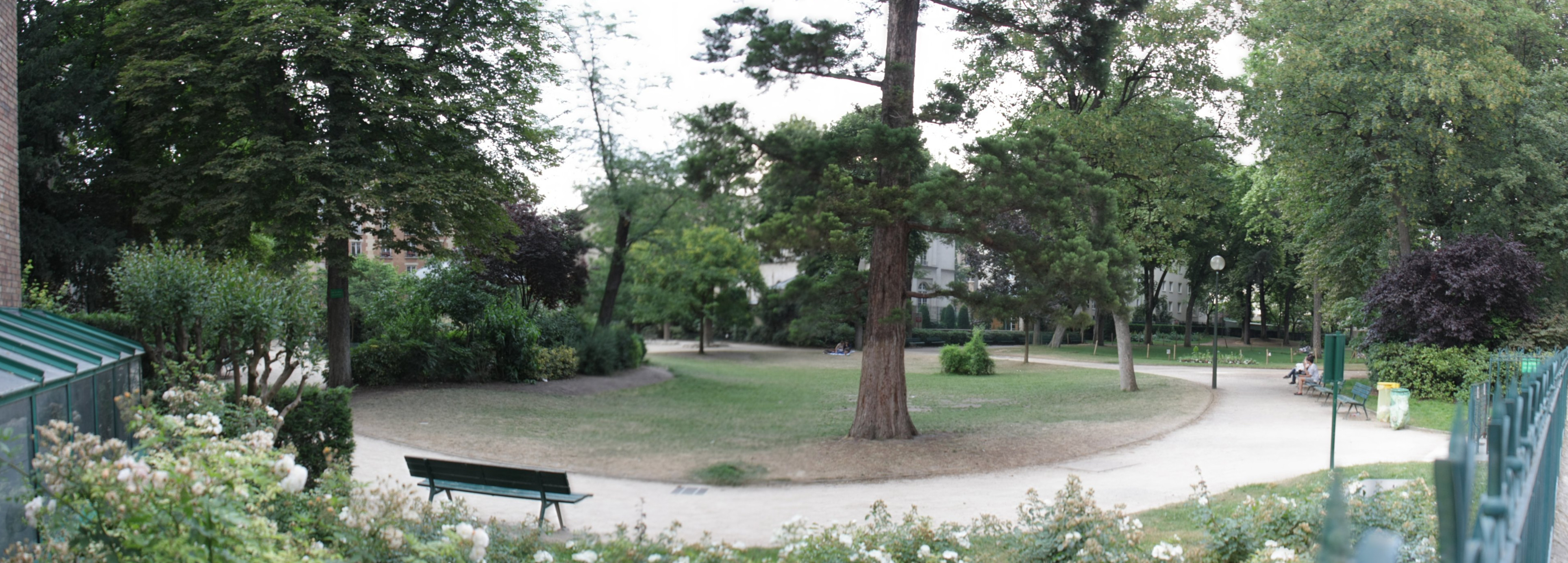
Le square Violet, vu depuis la rue de l’Église.
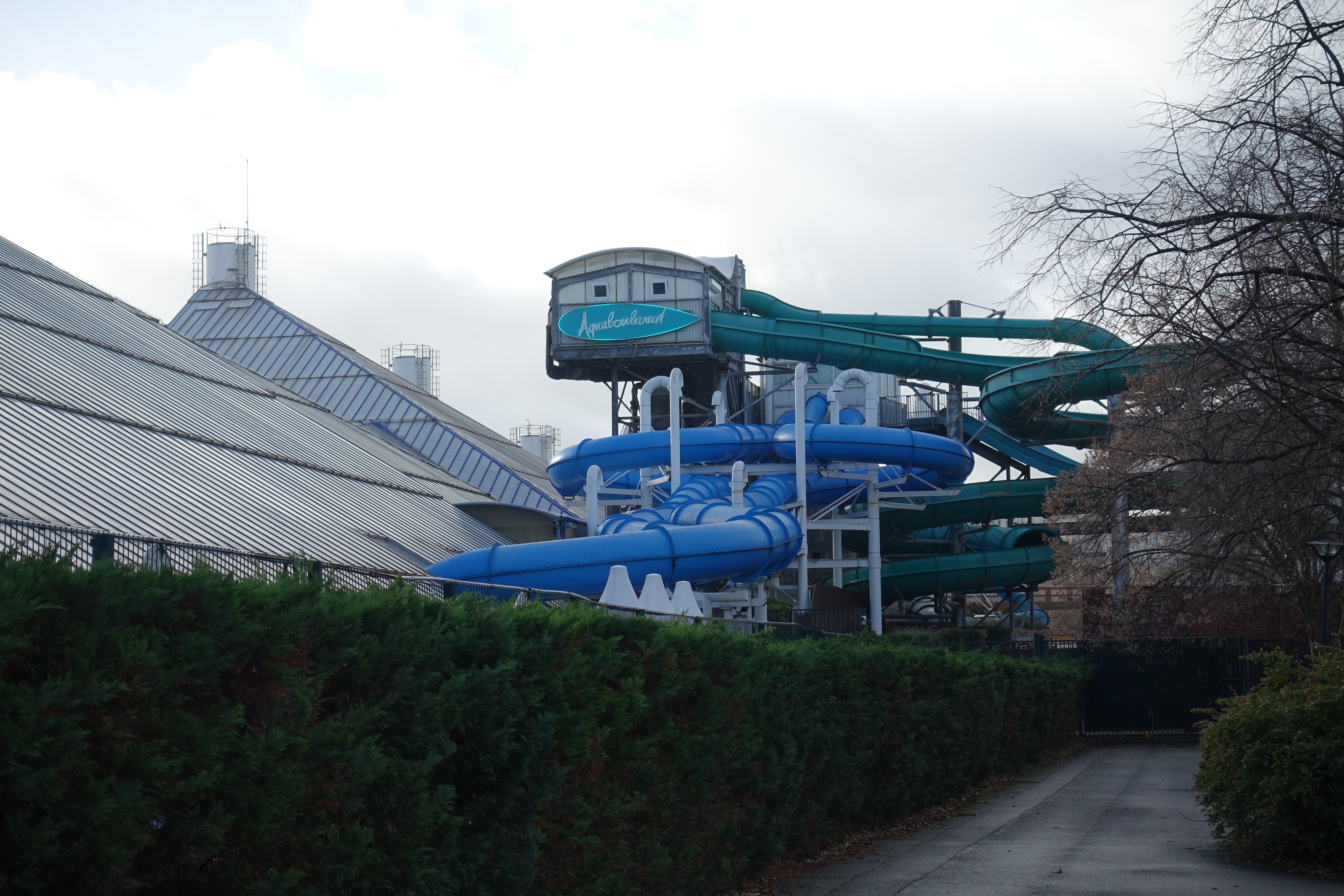
Vue de l'extérieur de l'Aquaboulevard en 2016.
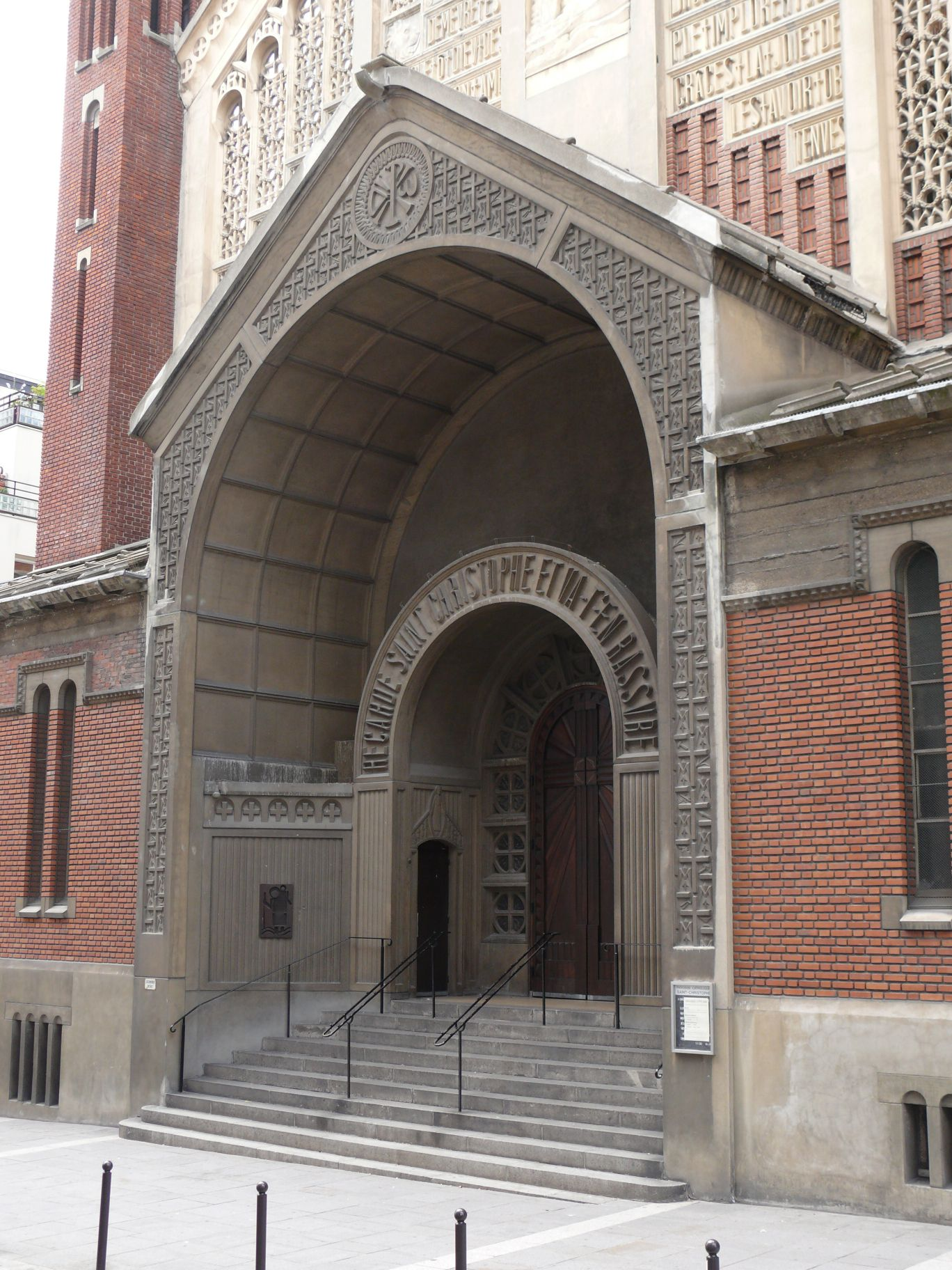
Vue d'entrée de l'église Saint-Christophe-de-Javel en 2009.
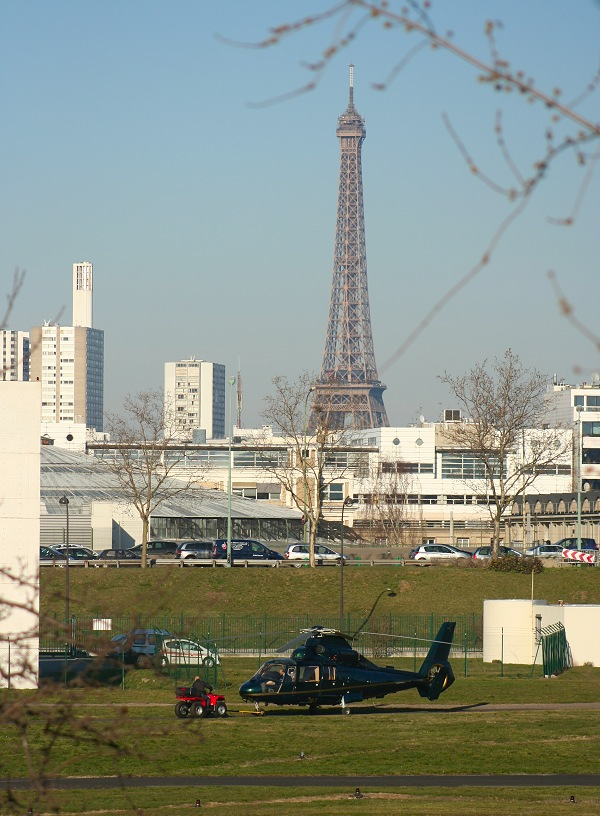
Vue d'un SA365 Dauphin sur l'héliport de Paris - Issy-les-Moulineaux en 2008.